# Aegophagamyia completa
Aegophagamyia completa är en tvåvingeart som beskrevs av H. Oldroyd 1957. Aegophagamyia completa ingår i släktet Aegophagamyia och familjen bromsar.
Artens utbredningsområde är Madagaskar. Inga underarter finns listade i Catalogue of Life.